# علم وظائف القلب والأوعية

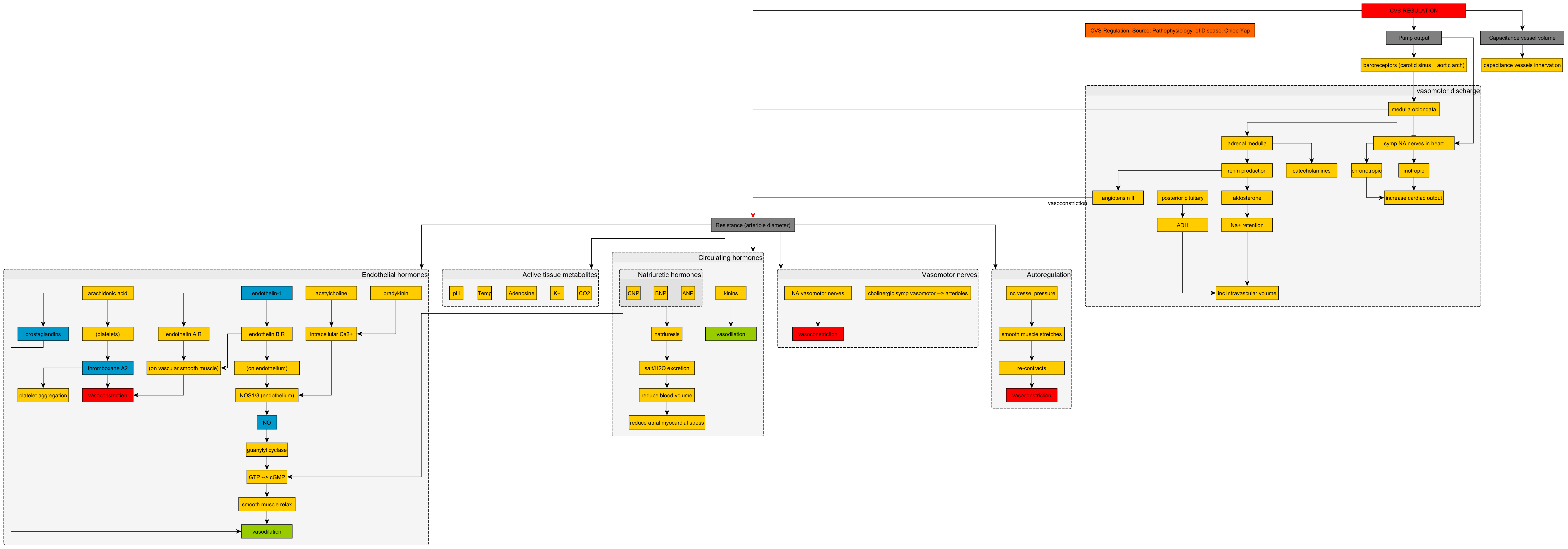
الفسيولوجيا المرضية للمرض

علم وظائف القلب والأوعية هي دراسة جهاز الدوران, وبالأخص علم وظائف القلب والأوعية الدموية.
هذه المواضيع في بعض الأحيان قد تعنون بصورة منفصلة، تحت مسمى علم وظائف القلب وعلم وظائف الدوران.

## روابط خارجية
- Cardiovascular+physiology في المكتبة الوطنية الأمريكية للطب نظام فهرسة المواضيع الطبية (MeSH).

- Cardiovascular Physiology Concepts - Comprehensive explanation of basic cardiovascular concepts, based on a textbook of the same name.
- The Gross Physiology of the Cardiovascular System - Mechanical overview of cardiovascular function. Free eBook and video resources.
- Clinical Sciences - Cardiovascular An iPhone app covering detailed cardiovascular physiology and anatomy
- Quantitative Cardiovascular Physiology and Clinical Applications for Engineers